# Orange Blossom (Californie)
Orange Blossom est une census-designated place du comté de Stanislaus, dans l'État de Californie, aux États-Unis. En 2020, elle compte une population de 1 068 habitants.